# Basilia amiculata
Basilia amiculata är en tvåvingeart som först beskrevs av Speiser 1907.  Basilia amiculata ingår i släktet Basilia och familjen lusflugor. Inga underarter finns listade i Catalogue of Life.